# K.Maro
K.Maro, pseudonimo di Cyril Kamar (Beirut, 31 gennaio 1980), è un cantante e rapper libanese naturalizzato canadese.

## Biografia
Nato in Libano, cresciuto a Parigi e poi trasferitosi in Canada nel 1995, è giunto per la prima volta in classifica in Canada partecipando al gruppo pop LMDS (Les messagers du son) ed ottenendo il primo contratto discografico all'età di 17 anni, ma il suo primo vero singolo di successo, che ha varcato i confini nazionali, è stato "Femme Like U" del 2004, il singolo ha ottenuto anche la nomination agli NRJ Music Awards del 2005. Le sue rime frequentemente mescolano lingua inglese e lingua francese, a cui a volte si aggiunge l'arabo.

## Discografia

### Singoli
- 2002 – Le Clan Chill (Con Corneille)
- 2002 – Symphonie Pour Un Dingue
- 2004 – Femme Like U (700 000 copie)
- 2005 – Sous l'oeil de l'ange" / "Qu'est-ce que ça te fout... (100 000 copie)
- 2005 – Crazy (300,000 copie)
- 2005 – Histoires de Luv (Con Shy'm)
- 2006 – Les frères existent encore
- 2006 – Gangsta party
- 2006 – Let's go
- 2008 – Out In The Streets
- 2008 – Take You Away
- 2009 – Elektric
- 2009 – Music

### Album
- 2002 – I am à L'ancienne
- 2004 – La Good Life (300 000 copie)
- 2005 – Million Dollar Boy (200 000 copie)
- 2006 – Platinum Remixes 10th Anniversary
- 2008 – Perfect Stranger
- 2010 – 01.10